# Sentierone

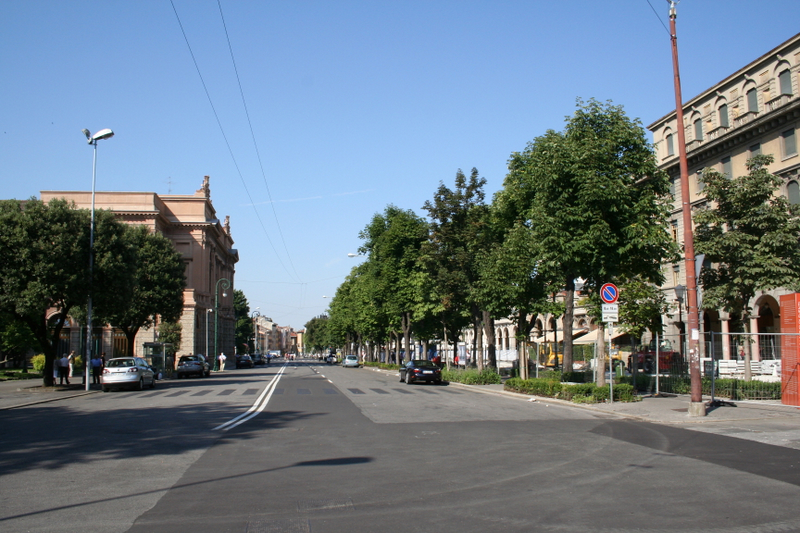
Il Sentierone visto da nord-est, a sinistra il Teatro Gaetano Donizetti.

Il Sentierone (in bergamasco Senterù) è uno dei più famosi viali di Bergamo. Costituisce uno dei punti più conosciuti della città bassa e vi si affacciano diversi esercizi commerciali e rilevanti luoghi di interesse come il Teatro Gaetano Donizetti sul parallelo largo Gianandrea Gavazzeni, e la chiesa dei Santi Bartolomeo e Stefano.

## Storia

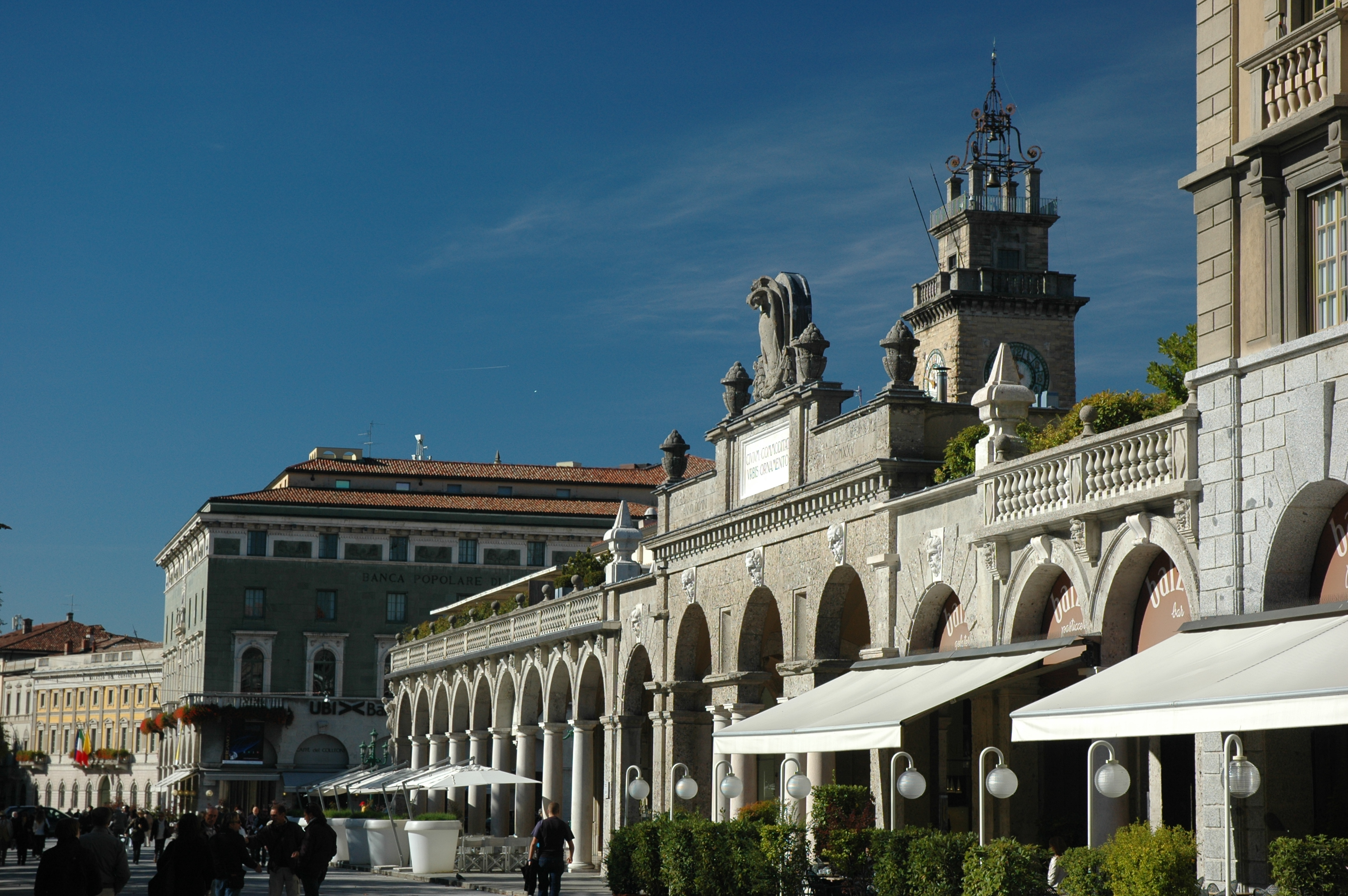
Il Sentierone nei pressi del Quadriportico-Centro piacentiniano

Costruito nel 1620, collegava la chiesa di San Bartolomeo al convento di Santa Lucia, presso il quale sorge palazzo Frizzoni, il municipio della città. Si trattava di un percorso di modeste dimensioni che attraversava il prato di Sant'Alessandro, un ampio spazio verde delimitato da borgo San Leonardo a sud-ovest e da borgo Sant'Antonio a nord-est e che è stato per diversi secoli il luogo dove si teneva la Fiera di Sant'Alessandro. Fu sempre agli inizi del Seicento che il podestà veneto Niccolò Gussoni decise di modificare il viale, facendolo lastricare e disponendo la costruzione delle Colonne di Prato che ancora segnano il confine ideale tra il Sentierone e via XX Settembre.
Nel Novecento è stato interessato dall'ammodernamento del centro cittadino, durante il periodo fascista, a opera di Marcello Piacentini, con la costruzione del cosiddetto Quadriportico, che si affaccia sul viale stesso e all'interno del quale si trova piazza Dante Alighieri, divenendo così uno dei viali prediletti per attività di shopping e passeggio.
Presso il Sentierone si svolgono spesso alcuni significativi eventi che interessano la città, come la Fiera dei Librai, Mercatanti in Fiera, il giuramento degli allievi dell'Accademia della Guardia di Finanza, la cerimonia del 25 aprile e le bancarelle, che animano il viale durante il periodo natalizio e in occasione della tradizionale festa patronale di Sant'Alessandro.